# Warszawianka 1905
Warszawianka 1905 – polska pieśń socjalistyczna powstała w 1879 roku. Napisał ją Wacław Święcicki podczas odsiadywania w X pawilonie Cytadeli Warszawskiej wyroku za działalność socjalistyczną. Za mury więzienne przekazał tekst w postaci oryginalnego grypsu, kropkując odpowiednie litery w Panu Tadeuszu. Muzykę, częściowo w oparciu o Marsz Żuawów, napisał osadzony wraz z Święcickim w cytadeli Józef Pławiński.
Pierwszy raz tekst został wydrukowany 15 września 1883 roku w pierwszym numerze pisma „Proletariat”. Na ulicach zaśpiewano ją po raz pierwszy poza gronem socjalistów w marcu 1885 roku podczas demonstracji ulicznej w Warszawie. Swą nazwę zyskała podczas manifestacji pierwszomajowej 1905 roku, kiedy to stała się hymnem demonstrujących robotników podczas rewolucji 1905 w Królestwie Polskim. Nazwa nawiązywała do pieśni powstańców listopadowych.

## Popularność międzynarodowa pieśni
Już podczas odbywającego się w Paryżu 14 lipca 1889 Międzynarodowego Kongresu Socjalistycznego (tzw. Druga Międzynarodówka), powstał hymn Święta Pracy, zatytułowany „Na Dzień 1 Maja”. Wykorzystywał on melodię „Warszawianki 1905”. Jednak, w przeciwieństwie do utworu pierwotnego, zwrotki pieśni „Na Dzień 1 Maja” zostały skrócone do czterech wersów.
W roku 1909, w związku z nasilającym się ruchem socjalistycznym łódzkich robotników, na melodię i w oparciu o tekst „Warszawianki 1905” Bolesław Lubicz-Zahorski napisał „Łodziankę”.
Pieśń w rosyjskim przekładzie G. M. Krzyżanowskiego, znana po prostu jako "Warszawianka", zyskała popularność w Związku Radzieckim jako "pieśń rewolucyjna". Stało się to dzięki filmowi "Młodość Maksyma" z 1934 roku, w którym utwór odegrał ważną rolę dramatyczną. W rosyjskim tekście nie ma jednak odniesień do Warszawy, ale powstać do boju ma "lud robotniczy".
„Warszawianka 1905” znana pod hiszpańską nazwą „A las barricadas” zyskała również popularność podczas wojny domowej w Hiszpanii w latach 1936-1939, gdzie stała się hymnem anarchosyndykalistycznego związku pracy CNT.
Temat pieśni został zacytowany przez Edwarda Elgara w preludium symfonicznym „Polonia”. Na angielski „Warszawiankę” przetłumaczyli w dwóch różnych wersjach Douglas Robson i Randall Swingler.

## Tekst
| Pierwotna wersja Święcickiego (używana przez PPS) | Późniejszy wariant (używany przez SDKPiL i KPP) |
| --- | --- |
| Śmiało podnieśmy sztandar nasz w górę! Choć burza wrogich żywiołów wyje, Choć nas dziś gnębią siły ponure, Chociaż niepewne jutro niczyje… O!… bo to sztandar całej ludzkości, To hasło święte, pieśń zmartwychwstania, To tryumf pracy — sprawiedliwości, To zorza wszystkich ludów zbratania. Naprzód, Warszawo! Na walkę krwawą, Świętą a prawą! Marsz, marsz, Warszawo! Dziś, gdy roboczy lud ginie z głodu, Zbrodnią w rozkoszy tonąć, jak w błocie; I hańba temu, kto z nas za młodu Lęka się stanąć choć na szafocie! Nikt za ideę nie ginie marnie, Z czasem zwycięża Chrystus Judasza! Niech święty ogień młodość ogarnie, Choć wielu padnie — lecz przyszłość nasza! Naprzód, Warszawo! Na walkę krwawą, Świętą a prawą! Marsz, marsz, Warszawo! Hura!... zerwijmy z carów korony, Gdy ludy dotąd chodzą w cierniowej; I w krwi zatopmy nadgniłe trony, Spurpurowione we krwi ludowej!... Ha!... zemsta straszna dzisiejszym katom, Co wysysają życie z milionów!... Ha!... zemsta carom i plutokratom! A przyjdzie żniwo przyszłości plonów! Naprzód, Warszawo! Na walkę krwawą, Świętą a prawą! Marsz, marsz, Warszawo! | Śmiało podnieśmy sztandar nasz w górę! Choć burza wrogich żywiołów wyje, Choć nas dziś gnębią siły ponure, Chociaż niepewne jutro niczyje… O!… bo to sztandar całej ludzkości, To hasło święte, pieśń zmartwychwstania, To tryumf pracy — sprawiedliwości, To zorza wszystkich ludów zbratania. Naprzód Warszawo! Na walkę krwawą, Świętą a prawą! Marsz, Warszawo, marsz! Dziś, gdy roboczy lud ginie z głodu, Zbrodnią w rozkoszy tonąć, jak w błocie; I hańba temu, kto z nas za młodu Lęka się stanąć choć na szafocie! O, nie bez śladu każdy z tych skona, Co życie sprawie oddają w darze, Bo nasz zwycięski śpiew ich imiona Milionom ludzi ku czci przekaże! Naprzód Warszawo! Na walkę krwawą, Świętą a prawą! Marsz, Warszawo, marsz! Hura!… zerwijmy z carów korony, Gdy ludy dotąd chodzą w cierniowej; I w krwi zatopmy nadgniłe trony, Spurpurowiałe we krwi ludowej!… Ha!… zemsta straszna dzisiejszym katom, Co wysysają życie z milionów!… Ha!… zemsta carom i plutokratom! A przyjdzie żniwo przyszłości plonów! Naprzód, Warszawo! Na walkę krwawą, Świętą a prawą! Marsz, Warszawo, marsz! |